# Fianna

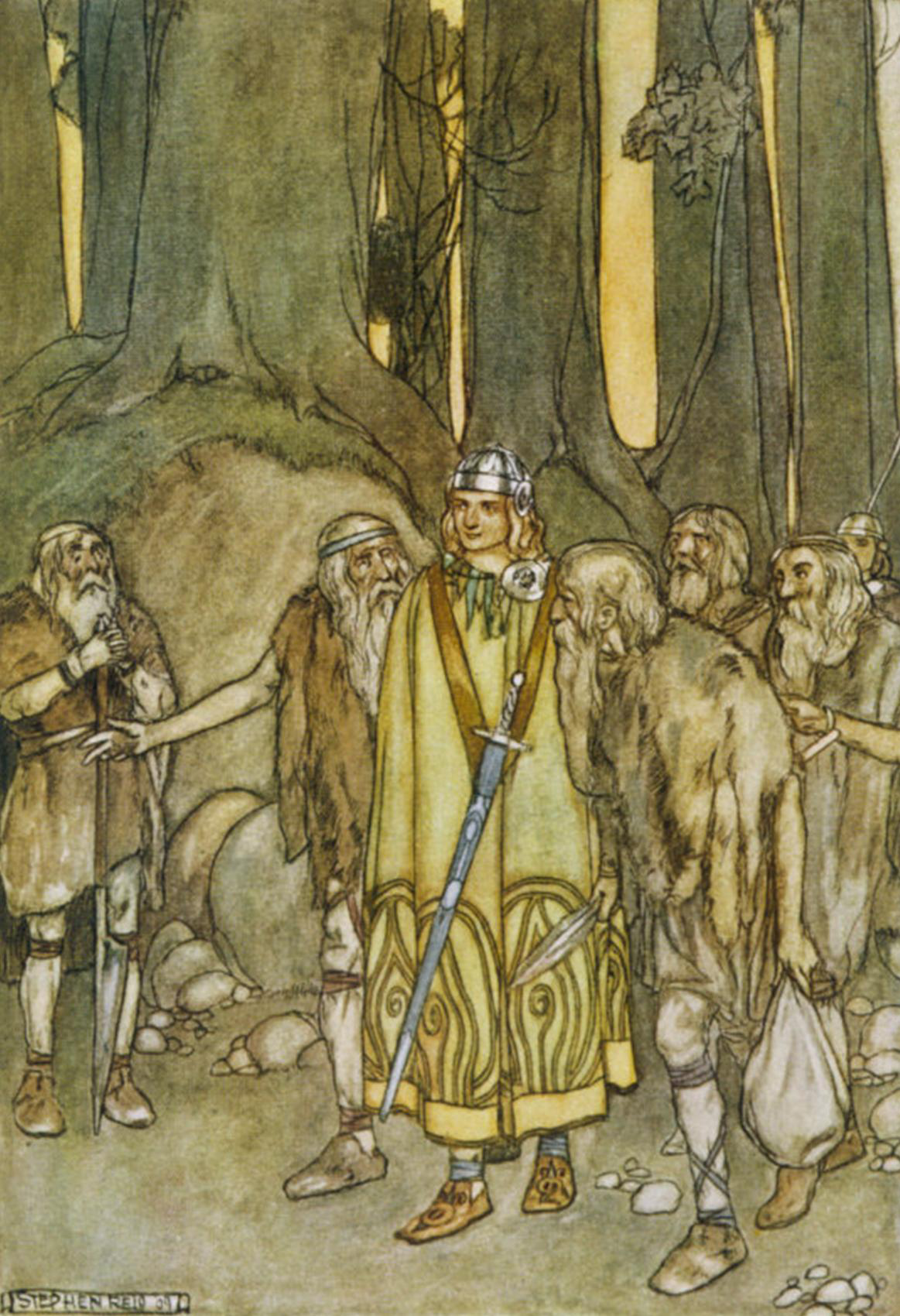
Fionn mac Cumhaill viene en ayuda de los Fianna, ilustración de Stephen Reid.

En los principios de Irlanda, fianna (singular fian) eran pequeñas bandas semiindependientes de guerreros que vivían apartados de la sociedad en los bosques como mercenarios, bandidos y cazadores, pero que podían ser llamados por los reyes en tiempos de guerra. Aparecen en la mitología irlandesa, en las historias del Ciclo feniano, donde eran liderados por Fionn mac Cumhaill. En la historia más reciente, el nombre Fianna Éireann ha sido usado por un número de organizaciones irlandesas republicanas.

## Historicidad
La institución histórica del fian es conocida por referencias en las primeras leyes territoriales irlandesas. Un fian estaba conformado por jóvenes sin tierra, normalmente jóvenes aristócratas que no habían llegado aún a heredar terrenos. A un miembro del fian se lo llamaba fénnid; el líder del fian era un rígfénnid (literalmente rey-fénnid). Geoffrey Keating, en su Historia de Irlanda del siglo XVII, dice que durante el invierno los fiannas eran alojados y alimentados por la nobleza, y en este tiempo mantenían el orden en su nombre, pero durante el verano, desde Beltane hasta Samain, estaban obligados a cazar por comida y pieles para vender. La Historia de Keatings es más una compilación de tradiciones que un documento histórico confiable, pero en este caso los eruditos señalan referencias en la primera poesía irlandesa y la existencia de una estación cerrada de caza de ciervos y jabalíes entre Samain y Beltane en la Escocia medieval como corroboración.

## Descripciones legendarias
Algunas representaciones legendarias del fianna parecen amoldarse a la realidad histórica: por ejemplo, en el ciclo de Úlster el druida Cathbad lidera un fian de veintisiete hombres que lucha contra otro fianna y mata a los doce padrastros de la princesa de Úlster, Ness. Ness, en respuesta, lidera su propio fian de veintisiete persiguiendo a Cathbad.
Sin embargo, las historias del Ciclo feniano, ubicadas en el tiempo de Cormac mac Airt, describen el fianna como un solo ejército al servicio del Gran Rey (aunque comprende dos facciones rivales: el clan Baíscne de Leinster, liderados por Fionn mac Cumhaill, y el clan Morna de Connacht, liderados por Goll mac Morna) y viven apartados de la sociedad, sobreviviendo mediante la caza.

### Grito de guerra y lemas
El Diord Fionn era el grito de guerra de los fianna y lo usaban frecuentemente antes y durante la batalla, tanto para comunicarse entre ellos como para infundir el miedo en sus enemigos. En la leyenda "La muerte de Fionn", Fionn llevó a cabo el "Diord Fionn" al ver a su nieto Oscar caer en la batalla (Batalla de Gabhra) contra los ejércitos de Cairbre Lifechair (amante del Liffey), tras lo cual contraatacó ferozmente, matando a docenas de guerreros. La batalla de Gabhra marcó la desaparición de los Fianna.
Los Fianna tenían tres lemas o divisas:
- Glaine ár gcroí (Pureza de nuestros corazones)
- Neart ár ngéag (Fortaleza de nuestros miembros)
- Beart de réir ár mbriathar (La acción se equipara a nuestro discurso)

La iniciación consistía en una serie de rigurosas pruebas. En una de estas pruebas el aplicante debía meterse hasta la cintura en un pozo, armado con un escudo, mientras nueve guerreros le arrojaban lanzas; si salía herido, fallaba. En otra prueba su cabello era trenzado y era perseguido por el bosque; fallaba si era atrapado, si alguna rama se quebraba bajo sus pies, o si su peinado se alteraba. Debía ser capaz de saltar por encima de una rama a la altura de su frente, pasar bajo una a la altura de la rodilla, y sacarse una espina del pie, manteniendo la velocidad. También debía ser un poeta habilidoso.

### Miembros reconocidos
- Fionn Mac Cumhaill, último líder del Fianna
- Cumhall, padre de Fionn, el anterior líder
- Goll mac Morna
- Caílte mac Rónáin
- Conán mac Morna
- Diarmuid Ua Duibhne, guerrero del Fianna que huye con la prometida de Finn, Grainne, y es finalmente muerto por un jabalí gigante. Hijo adoptivo del dios Aengus.
- Lughaid Stronghand, guerrero hechicero, sobrino de Fionn mac Cumhaill, uno de los cuatro que podría haber desatado los nudos con los que Diarmuid ató a los reyes náuticos, pero se negó a hacerlo. Amante de Aife, hija de Manannan.
- Oisín, hijo de Fionn mac Cumhaill: el Ossian de James Macpherson
- Oscar, hijo de Oisín

## Uso moderno del término
En la historia más reciente, se han utilizado los nombres de Fianna Éireann, así como Fianna Fáil ("la Fianna de Irlanda", o Inis Fáil, es decir, "la isla del destino", y por lo tanto a veces traducido como "los soldados del destino"), como sobrenombre de los Voluntarios Irlandeses, así como en la insignia de las gorras del Ejército Irlandés, en el nombre en irlandés del Ala de Guardabosques del Ejército (Sciathán Fiannóglaigh an Airm), en la primera línea de la versión en irlandés del himno nacional irlandés, y como el nombre del partido político Fianna Fáil.

## En la cultura popular

### Los Fianna en el juego de rolHombre lobo: El Apocalipsis
Los Fianna son una tribu ficticia de Garou (hombres lobo) en el juego de rol Hombre lobo: El Apocalipsis.
Se dice que el primer Galliard fue un Fianna. Cuando oyen esto, los más humildes de la tribu sacuden la cabeza y dicen: "No, no fue el primero, sólo el mejor". Aclamados en Europa Occidental, especialmente en las islas británicas, los Fianna son una tribu que se deja tentar por su pasión por la música, la bebida, el amor y la lucha (aunque no necesariamente en este orden). La tribu cuenta con los mejores guardianes de la sabiduría y bardos de los Garou, pues, además de sus historias, aprenden las de otras tribus. Nadie puede igualar la memoria de un maestro bardo de los Fianna, capaz de recitar un clan, generación por generación, remontándose fácilmente a miles de años atrás. Los Garou de otras tribus acuden a los Fianna para aprender antiguas historias sobre héroes y batallas, listas de linajes y relatos trágicos. Los miembros de la tribu de Ciervo suelen ser llamados para ser jueces, pues sus recuerdos perduran y conocen los precedentes de la Letanía mejor que nadie.
Apariencia: En forma de Lupus, los Fianna son bastante constundentes. Son inmensos como los terribles lobos (ocasionalmente se parecen a perros lobo) y tienen un pelaje rojizo o negro resplandeciente. Suelen utilizar Dones para que sus ojos emitan un resplandor verdoso. Sus aullidos son bellos y desgarradores y poseen una cualidad etérea que ninguna otra tribu puede igualar.
Su aspecto en forma Homínido suele reflejar su legado celta. La mayoría descienden de las islas británicas o de Europa Occidental, aunque pueden encontrarse allá donde se habla inglés. Los Fianna pueden tener la piel clara o atezada, pueden ser rubios, morenos o pelirrojos.
Parentela: Su Parentela desciende del mejor linaje celta; muchos de ellos migraron por todo el mundo. Los Fianna se mantienen cerca de su Parentela y la protegen con ferocidad, hecho que ha provocado diversos enfrentamientos. La mayor parte de su Parentela lobo vive en Norteamérica, aunque algunos miembros apreciados deambulan furtivamente, por las reservas y parques nacionales de Europa.
Territorio: En la antigüedad, los Fianna levantaron sus hogares en amplios páramos, bosques y pantanos de turba. A medida que se fueron extendiendo por el mundo, encontraron lugares muy diferentes en los que asentarse. Aunque siempre prefieren aquellas zonas que les recuerdan a la "madre patria", se les puede encontrar en todos los lugares en los que se ha establecido su Parentela. En el exterior de las islas británicas, es más común encontrarles en Australia, Nueva Zelanda, Canadá y, por supuesto, Estados Unidos (especialmente en los Apalaches).
Tótem Tribal: Ciervo